# Güelfo II de Baviera
Güelfo II (c.1072-24 de septiembre de 1120, Kaufering) o Welfhard, llamado Güelfo el Gordo, fue duque de Baviera desde 1101 hasta su muerte. En la genealogía de la Casa de Welf, se incluye como Güelfo V.
Güelfo era el hijo mayor de Güelfo I de Baviera, y su esposa Judith de Flandes. En 1089, se casó con Matilde de Toscana, quien era 26 años mayor, con el fin de fortalecer la relación entre su familia y el papa Urbano II durante la Querella de las Investiduras. Durante la campaña de Italia en 1090 del emperador Enrique IV, Matilde y Güelfo lucharon contra el emperador.
Dado que Matilda había transferido en secreto sus bienes a la Iglesia antes de su matrimonio, Güelfo la dejó en 1095 y, junto con su padre, cambió de bando al emperador Enrique IV, posiblemente a cambio de una promesa de suceder a su padre como duque de Baviera.
Después de la muerte de su padre en 1101 Güelfo heredó el cargo de duque de Baviera. Continuó su alianza con el emperador, no volvió a casarse y murió sin hijos en 1120. Güelfo fue sepultado en la abadía de Weingarten.